# Caña trepadora

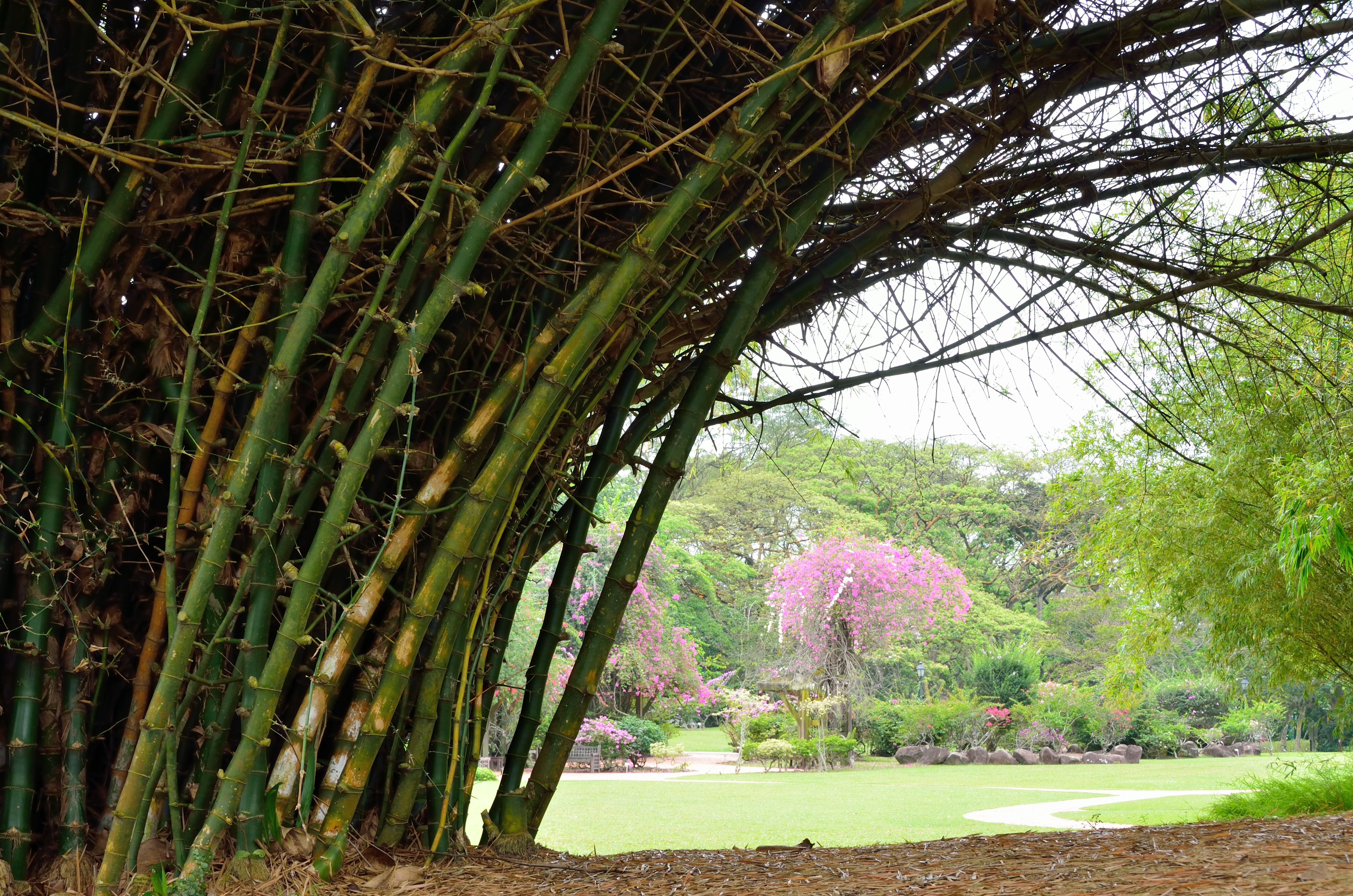
Bambusa bambos (Indian thorny bamboo, "Bambú de espinas largas de la India"), una especie apoyante, criada en un bambusetum.

Las cañas trepadoras son las especies de culmo leñoso de la familia Poaceae (cañas) que crecen erguidas los primeros metros en el sotobosque y luego siguen ganando altura apoyándose en los estratos arbóreos más altos y entrelazando en ellos las delgadas ramificaciones que se originan en sus nudos. Su hábito se denomina semitrepador o apoyante (clambering, scrambling).